# Cephalanthus salicifolius
Cephalanthus salicifolius là một loài thực vật có hoa trong họ Thiến thảo. Loài này được Humb. & Bonpl. mô tả khoa học đầu tiên năm 1809.